# Dobro
En dobro (resonator guitar) er en guitar med en kegleformet resonator, der forstærker lyden meget. Resonatoren er en letmetalkegle som sidder inde i guitaren, den har samme form som membranen på en højttaler. Den omtales nogle gange som "hjulkapsel" grundet den runde metalplade der sættes udenpå resonator keglen. Strengene hviler på et leje så både guitarens krop og resonatorkeglen svinger med når en streng anslås. Den udvikledes af de Slovakisk-Amerikanske brødre Dopyera omkring starten af det 20. århundrede med henblik på især jazz og gademusikere. Allerede tidligt var den populær blandt bluesmusikere, der brugte et rør af glas eller metal til at holde tonerne på strengene i stedet for fingrene, kaldet slide guitar. Historisk set henvendte dette instrument sig til banjospillere, som kunne få et instrument med høj volumen og lidt mere avancerede muligheder hvad angår harmonik. Man kan med en vis ret kalde Dobroen for en forløber for den elektrisk guitar

Senere blev det et populært instrument til slide guitar og indgår ofte i Country, Blues rock og bluegrass. Slideguitar omtales nu og da som "Bottle Neck" guitar.

## Hvor kommer navnet fra?
Omkring navnet "Dobro" er der en del tvetydigheder: 1. Det er et ordspil som giver mindelser om Dopyera familienavnet. 2. Det er hentyder til ordet "dobre" som på mange østeuropæiske sprog betyder "godt" 3. Det er en særlig guitar-konstruktion hvor en metalkegle inde i guitaren giver resonans når en streng anslås. 4. Det er et firmanavn som nu er opkøbt af guitarproducenten Gibson, der er kendt for at have lanceret den elektriske guitar 
Derfor er det mest korrekt at omtale disse guitarer som "resonator guitarer" for at undgå at blande et firmanavn og et produktnavn sammen. De fremstilles i dag af mange firmaer, dels som håndlavede eksklusive instrumenter, dels som masseproducerede guitarer.

## De to hovedtyper i Dobroguitar-familien
Man kan tale om 2 hovedtyper i Dobroguitar-familien:

1. Roundneck
 2. Squareneck
En resonator guitar kan have en rund hals der gør det muligt at spille med både slide og med almindelig guitar teknik hvor strengene presses ned mod halsens bånd. Den anden type med en firkantet hals kan kun spilles med en slide. Her kan strengene ikke presses ned mod halsen. Det to typer guitarer har forskellig sound. Ligeledes kan man også skelne mellem dobro guitarer der er lavet af metal eller af træ. Der fremstilles såkaldte "tricones" og "singlecones" som er et udtryk for hvor mange resonator kegler guitaren er udstyret med. Singlecones har en "rå" kort bluesy lyd, mens en tricone har en lang sustain og mere fyldig tone. Der er mange internetsider herom. Opbygningen af en dobro er lettere at vise på foto end at forklare i ord. Søgning på "Cone" og "guitar" vil give gode informationer og fotos. 
Der er en vis tradition for ornamentering af disse guitarer navnlig de som er lavet af metal. De fremstår som Art deco skulpturer og er samlerobjekter. Det er navnlig guitarer fra 20erne og 30erne fra Dopyera brødrenes firmaer National Guitars og Regal, som er genstand for stor opmærksomhed fra samlere. Der er i vore dage moderne firmaer som genskaber de oprindelige resonator guitarer med avanceret CAD-CAM teknologi. Således er National Resophnonic guitars og andre firmaer såsom Beltona og Fine Resophonic´s ved at genskabe Dobro traditionen ved at fremstille disse guitarer. Der er også talrige enkeltmands-firmaer som bygger resonatorguitarer. Det kan opfattes som en slags relancering af et vigtigt Amerikansk kulturprodukt, men drivkraften er nok at flere musikere ønsker "Dobrosound" i deres musik.

## Blå toner
Genremæssigt er det ofte slideguitar, denne resonator-guitar anvendes til. Her er tale om, at guitaren stemmes anderledes end man vanligt gør. Idéen er, at man med sliden kan bevæge sig mellem lille og stor terts og dermed fremkalde blå toner. Sagt anderledes: man "glider" mellem mol og dur intervaller og skaber dermed spænding omkring tonearten. Sliden gør det muligt at ramme kvarttoner, som ligger udenfor skalaen; dette kombineres med den karakteristiske resonator lyd. Det giver en særdeles karakteristisk sound, som ofte anvendes i Hawaii-musik, Country, Blues, Rock samt klassisk Indisk musik.

## Kendte kunstnere der spiller "dobro" guitar
- Bonnie Raitt
- Eric Clapton
- Johnny Winter
- Sam Mitchell
- Ry Cooder
- Mike Mogis
- Mark Knopfler
- Jerry Douglas
- Andy Hall